# Brenda arborea
Brenda arborea är en insektsart som beskrevs av Ball 1909. Brenda arborea ingår i släktet Brenda och familjen dvärgstritar. Inga underarter finns listade i Catalogue of Life.